# Neastacilla polita
Neastacilla polita är en kräftdjursart som först beskrevs av Gurjanova 1936.  Neastacilla polita ingår i släktet Neastacilla och familjen Arcturidae. Inga underarter finns listade i Catalogue of Life.